# Emilio Cigoli
Emilio Cigoli né à Livourne le 18 novembre 1909 et mort à Rome le 7 novembre 1980, est un acteur italien.

## Filmographie partielle
- 1935 : Amo te sola de Mario Mattoli : Un libéral au café
- 1939 : Dora Nelson de Mario Soldati : le faux trésorier
- 1940 : Centomila dollari  de Mario Camerini : Oldham
- 1942 : Nous, les vivants (Noi vivi) de Goffredo Alessandrini : Pavel Sjerov
- 1944 : Les enfants nous regardent (I bambini ci guardano) de Vittorio De Sica : Andrea, le père
- 1946 : Sciuscià de Vittorio De Sica : Staffera
- 1947 : Fumerie d'opium (Fumeria d'oppio) de Raffaello Matarazzo : De Rossi, le "Maestro"
- 1950 : Dimanche d'août (Domenica d'agosto) de Luciano Emmer : Alberto Mantovani
- 1952 : Europe 51 de Roberto Rossellini : doublage d'Alexander Knox (voix)
- 1952 : Violence charnelle (Art. 519 codice penale) de Leonardo Cortese : le père de Clara
- 1953 : Dans les faubourgs de la ville (Ai margini della metropoli) de Carlo Lizzani : doublage de Lucien Gallas (voix)
- 1953 : Il n'est jamais trop tard (Non è mai troppo tardi) de Filippo Walter Ratti : la voix de la conscience d'Antonio (non crédité)
- 1954 : Les Enfants de la violence (Guai ai vinti) de Raffaello Matarazzo : Pietro
- 1955 : La Grande Bagarre de don Camillo (Don Camillo e l'onorevole Peppone) de Carmine Gallone : narrateur (non crédité)
- 1957 : Le Moment le plus beau (Il momento più bello) de Luciano Emmer : Morelli
- 1960 : La Novice (Lettere di una novizia) d'Alberto Lattuada : Procureur général